# Le Repos (Fattori)
Le Repos (en italien : Il riposo ou Il carro rosso) est une œuvre de Giovanni Fattori, une peinture à l'huile sur toile de 88 sur 179 cm, réalisée en 1887 et conservée à la Pinacothèque de Brera à Milan. 

## Description
Le tableau fait partie d'une série de formats allongés dont le sujet récurrent est la vie paysanne de la Maremme toscane.